# Mohamed El Hajjar
Pour les articles homonymes, voir Hajjar.
 (septembre 2016).
Mohamed El Hajjar (en arabe : محمد الحخر) (né à Chehim en 1954) est un homme politique libanais.
Après une maîtrise de physique et un doctorat en électronique, il dirige le département de génie électronique à l’université libanaise depuis 1980.
Coordinateur du Courant du Futur au Chouf, et proche collaborateur de Rafiq Hariri, il est élu député sunnite du Chouf en 2000 sur la liste de Walid Joumblatt, président du Parti socialiste progressiste.
Membre de la Rencontre démocratique de Joumblatt, il vote en septembre 2004 contre la prorogation du mandat du président Émile Lahoud.
Après la Révolution du Cèdre, il est réélu sur la liste de Joumblatt à son poste de député, en juin 2005. Il est également réélu en 2009.  Il fut entre 2008 et 2009 président de la Commission parlementaire de l'Education et de la Culture.